# Munigua

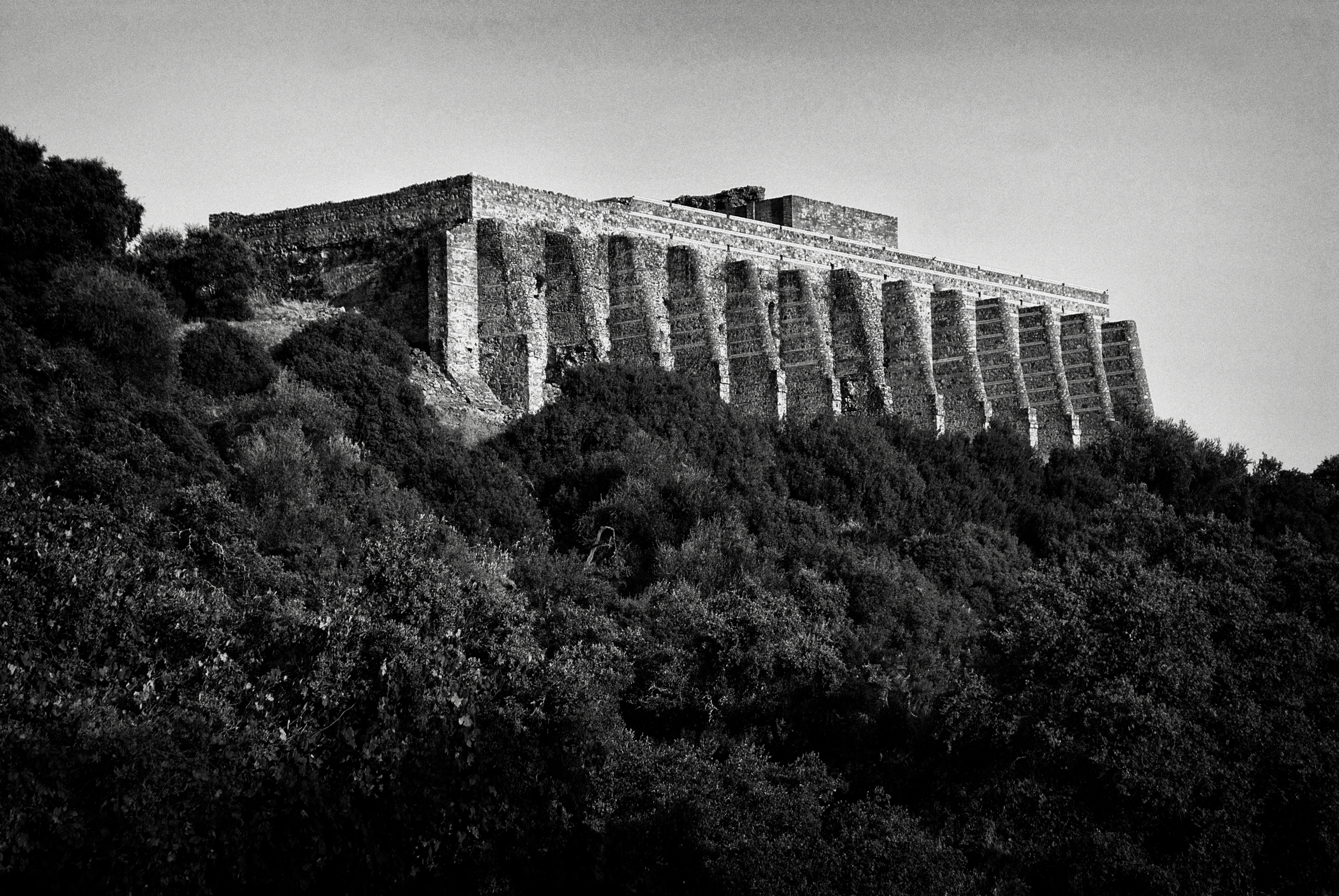
Munigua, Überreste des Terrassenheiligtums

Munigua (auch Mulva; lateinisch municipium Flavium Muniguense) war ein römisches municipium in der römischen Provinz Baetica. Seit 1956 wird das Munizipium durch das Abteilung Madrid des Deutschen Archäologischen Instituts ausgegraben. Damit gehört es mit über 60 Jahren Grabungsgeschichte zu den gut erforschten Munizipien.
Erster Grabungsleiter war Wilhelm Grünhagen. Im Osten der Stadt wurde 1967 das erste Wohnhaus durch den Architekten und Bauforscher Theodor Hauschild entdeckt. Bis 1997 wurden insgesamt sieben Wohnhäuser identifiziert. Munigua ist das einzige bekannte Munizipium außerhalb Italiens, das ein aufwendig gestaltetes Terrassenheiligtum besaß, und diente wie alle Munizipien als Zentrum für die umgebenden Siedlungen. Wirtschaftliche Grundlagen waren eine ertragreiche Metallgewinnung und -verarbeitung sowie die Öl- und Weinproduktion.

## Geschichte der Besiedlung
Keramikfunde belegen eine Besiedlung der oberen Höhen ab dem 4. Jahrhundert v. Chr. In der Mitte des 1. Jahrhunderts lässt sich ein starkes Bevölkerungswachstum feststellen, das die Einwohner bewogen hat, die oberen Höhen zu verlassen und sich in tieferen Bereichen niederzulassen. Reste der alten Wohnbauten finden sich in neuen Häusern, aber auch unter öffentlichen Gebäuden wie dem Terrassenheiligtum. Zwischen 70 und 80 n. Chr. bekam Munigua das latinische Bürgerrecht von Kaiser Vespasian verliehen.
Ihre Blütezeit erlebte die Stadt im 2. Jahrhundert. Aus dieser Zeit stammen die meisten öffentlichen Bauten. Lange Zeit wurde angenommen, dass die auch in Munigua spürbare Krise des 3. Jahrhunderts zum Ende der Stadt führte, was heute nicht mehr so gesehen wird. Wohl aber lassen sich starke Veränderungen im städtischen Gefüge feststellen. In konstantinischer Zeit umfasste die Stadt lediglich eine Fläche von 4,5 ha. Am Übergang vom 3. zum 4. Jahrhundert wurde die Stadt, vermutlich in Verbindung mit dem Niedergang des Bergbaus, größtenteils verlassen. Die restliche Bevölkerung zog sich auf die Hügel zurück, wo sich bis Ende des 4. Jahrhunderts Spuren menschlicher Anwesenheit finden. Die Stadt wurde vermutlich nie zerstört, sondern ist eher seit dem 3. Jahrhundert allmählich verfallen. Nahm man früher noch an, dass anschließend nach nur wenigen Generationen die menschliche Besiedlung endete, ergab die neuere Forschung ein differenzierteres Bild. Demnach konzentrierten sich die menschlichen Aktivitäten nun an der die Stadt von Norden nach Süden durchziehenden Hauptstraße, dem cardo maximus. Des Weiteren entstanden mehrere spätrömische Tabernae. Dominierende wirtschaftliche Faktoren dieser Spätphase waren Handwerk und Kleingewerbe. Importe von Keramik zeigen, dass die Stadt auch zu dieser Zeit noch eine gewisse wirtschaftliche Kraft besaß. Im 5. Jahrhundert wurden Teile des ursprünglich mit Wohnhäusern bebauten Gebietes als Nekropole genutzt. Grabfunde belegen den Fortbestand einer Ansiedlung bis mindestens in das 7. Jahrhundert. Eventuell schätzte man den Ort als Rückzugspunkt auf Grund der hervorragenden fortifikatorischen Eigenschaften.
Nach längerer Zeit ohne menschliche Besiedlung finden sich ab dem 8. Jahrhundert Hinweise auf islamische Niederlassungen. Funde aus dieser Zeit sind eine arabische Münze sowie typisch islamische Gefäße und Öllampen aus Terrakotta.

## Forschungsgeschichte

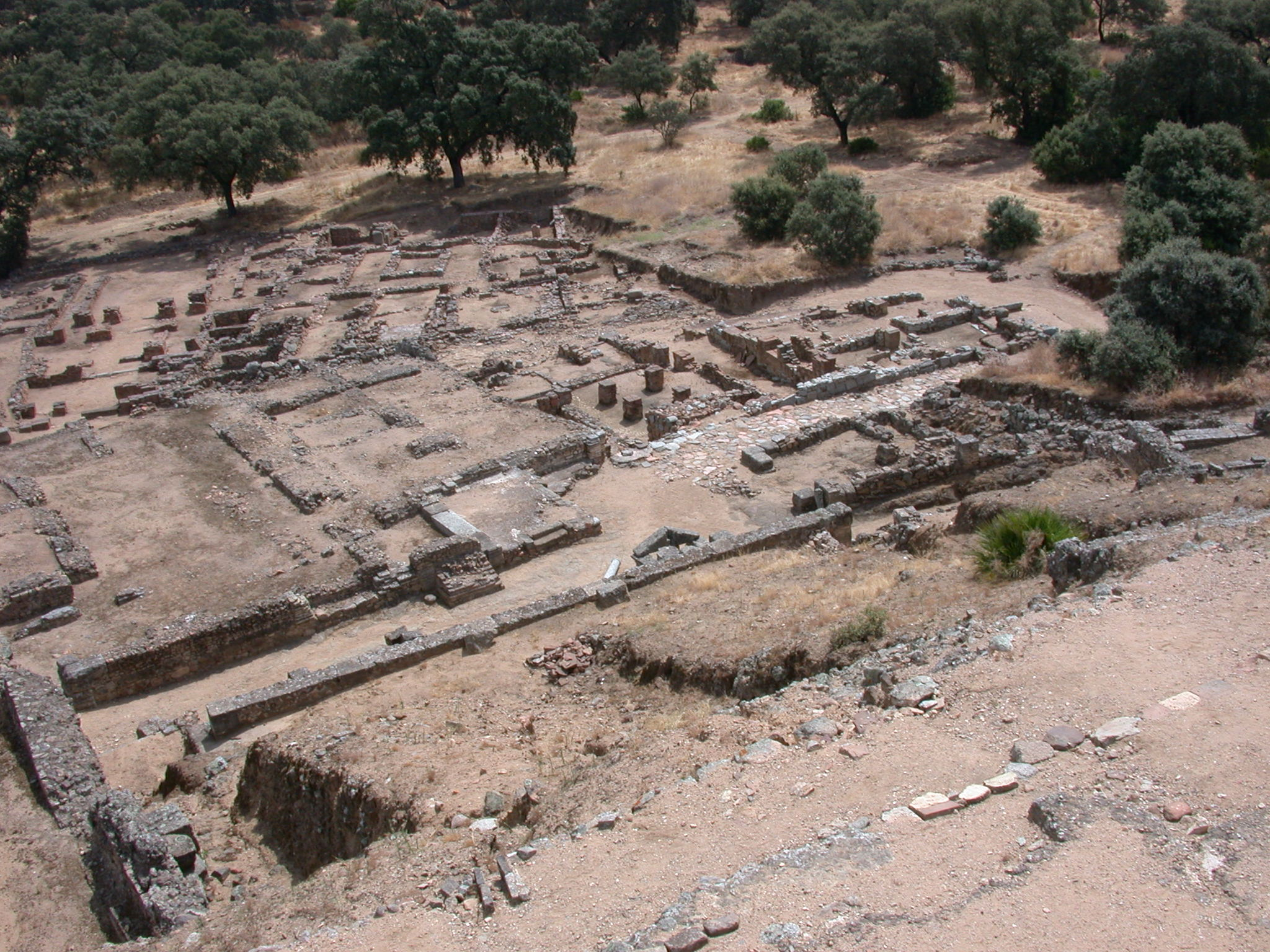
Grabungsfoto Übersicht

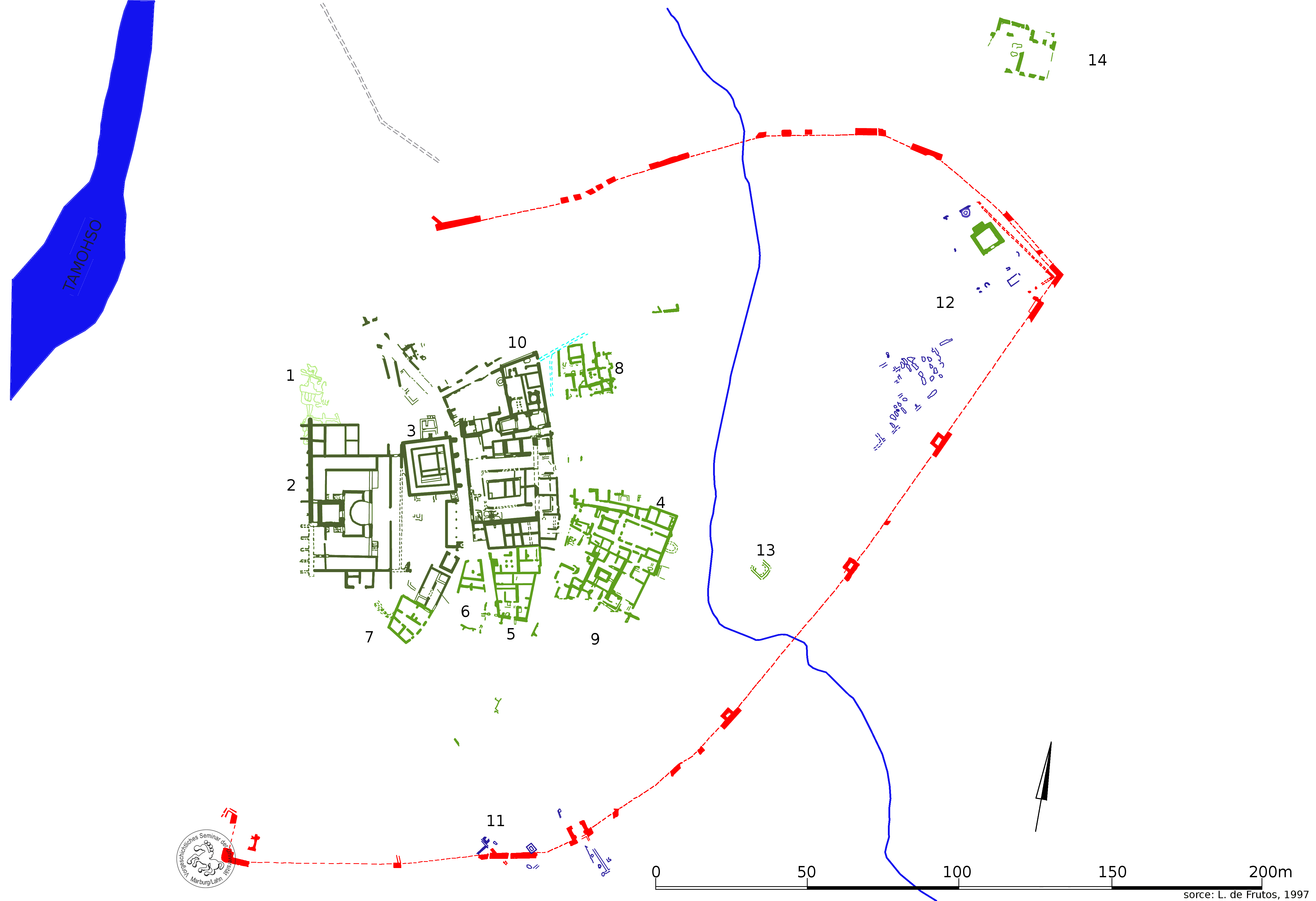
Munigua. Plan Stand 1997 nach Katharina E. Meyer
1. Eisenzeitliche Befunde
2. Terrasenheiligtum
3. Podiumstempel
4. Haus 1
5. Haus 2
6. Haus 3
7. Haus 4
8. Haus 5
9. Haus 6
10. Thermen
11. Süd-Nekropole
12. Ost-Nekropole & Mausoleum
13. Kalkofen
14. Werkstatt
Farben:
Grün: Private Bauten
Dunkelgrün: Öffentliche Bauten
Hellgrün: vorrömische Befunde
Blau: Gräber
Hellblau: Wasserleitungen
Rot: Stadtmauer

Schon 1565 erwähnt Ambrosio de Morales, Chronist von Philipp II., Inschriften aus Mulva in einem Brief an seinen Schüler Alfonso Chacón. Eine erste schriftliche Gleichsetzung von Mulva mit Munigua scheint durch den Altertumsforscher Rodrigo Caro im 17. Jahrhundert festgelegt worden zu sein, 1756 gab es dokumentierte Untersuchungen des Ortes durch die Gelehrten Tomás de Gusseme, Sebastián Antonio de Cortes und José de Cuentas Zayas.
Die ersten systematischen Kampagnen zur Untersuchung der allgemein „Castillo de Mulva“ genannten Anlage wurden 1956 durch die Abteilung Madrid des Deutschen Archäologischen Instituts unter der Leitung von Wilhelm Grünhagen gestartet und konzentrierten sich hauptsächlich auf die Grabung und Dokumentation der öffentlichen Bauten auf dem Stadthügel, der Thermen am östlichen Abhang und ab 1957 auch der vorrömische Besiedlung des Hügels. Daneben wurde auch bis einschließlich 1958 die im Osten des Hügels gelegene Nekropole untersucht.
Ab 1967 änderten die Forscher die Fragestellung der Grabungen und konzentrierten sich mehr auf die Wohnstätten und deren Beziehung zu den öffentlichen Bauten. Im Osten des Hügels entdeckte Hauschild im gleichen Jahr durch Suchschnitte Teile des ersten Hauses („Haus 1“) und Teile eines südlichen Nebengebäudes („Haus 6“), das von 1982 bis 1989 ausgegraben wurde. 1974 wurde bei einer Untersuchung des südlichen Forums ein weiteres Haus angeschnittenen („Haus 2“), das in den Jahren 1988, 1993 und 1996 vollständig ergraben wurde. 1977 bis 1983 wurde zudem in mehreren Schnitten die an der Stadtmauer gelegene Südnekropole untersucht. 1984 übernahm Hauschild die Leitung der Grabungen, in den Jahren 2002, 2003 und 2005 wurde das Gebiet geophysikalisch untersucht.

## Wirtschaftliche Grundlagen

### Metallgewinnung
Die Iberische Halbinsel ist generell sehr reich an Erzen, neben Eisen finden sich große Mengen an Kupfer und streckenweise Gold. Die Bedeutung des Bergbaus ist bereits den ersten Entdeckern des 18. Jahrhunderts aufgefallen. Schlackenreste lassen sich in der ganzen Stadt feststellen, teilweise als Füllmaterial für Mauern und Belag für Straßen. Der Bergbau in der Umgebung ist vermutlich ein Grund für den Reichtum der Stadt, durch Schlackefunde seit den ersten Begehungen wurde er schon länger angenommen. Es befanden sich mehrere Minen im Umland, wo genau diese lagen, wird aktuell geforscht, doch noch bis in die 1940er Jahre wurde in der Region Bergbau betrieben. Die Einnahmen durch den Bergbau stellten vermutlich auch die Möglichkeit, die öffentlichen Bauten zu errichten. Ein wirtschaftlicher Aufschwung lässt sich in der Regierungszeit des Tiberius feststellen. Eventuell war die Stadt der zentrale Kult- und Verwaltungsort der Minenbetriebe. Der Niedergang der Stadt hängt eventuell mit dem Niedergang des Bergbaus im ausgehenden 2. Jahrhundert zusammen.

### Wein- und Ölproduktion
Weitere wichtige wirtschaftliche Faktoren waren die Gewinnung und der Export von Wein sowie insbesondere Öl. Von der Bedeutung der Ölproduktion zeugen mehrere in der Stadt gefundene Anlagen.

## Die Nekropole und die Gräber
Die Nekropole wird seit dem Jahr 1957/1958 systematisch erforscht. 1973 wurden von Klaus Raddatz fünf reiche Brandbestattungen entdeckt. Die Gräber waren von einer Mauer umgeben, was für einen abgeschlossenen umfriedeten Grabbezirk spricht. Da das Gebiet vollkommen eben ist, kann man von einer zusammenhängenden Anlage ausgehen.
Bei Brandbestattungen kann man allgemein zwischen zwei Arten unterscheiden: Der Leichenbrand und die Beigaben bleiben direkt am Ort der Verbrennung, hierbei spricht man von einem Bustum, oder sie werden anschließend an einen separaten Ort bestattet. Dabei wird der Tote in einer sogenannten Ustrina verbrannt und der Leichenbrand anschließend geborgen. Dies ist in der Südnekropole die geläufigste Bestattungsform. Da die Beigaben keine oder kaum Brandspuren aufweisen, kann man davon ausgehen, dass sie erst nach dem Verbrennen hinzugegeben wurden.
Bei der Beisetzung von Leichenbrand und Beigaben lassen sich vier verschiedene Anlagen feststellen:
1. Ohne Schutz in der Grabgrube.
2. In einer Urne oder einem Behälter.
3. In einem Bustum, Leichenbrand und Beigaben bleiben am Ort der Verbrennung. Diese Art wurde noch bis ins 3. Jahrhundert verwendet, als sie an anderen Orten bereits sehr selten wurde.
4. In der Abfallgrube einer Ustrina. Hierbei finden sich in der Grube Scheiterhaufenrückstände sowie Beigabenreste ohne Leichenbrand.[18]

In der Erde finden sich weiterhin viele kleine Keramikfragmente, die jedoch nicht Teil der Beigaben sind, sondern mit der Erde in das Gräberfeld gelangten.
Die Untersuchung der Skelette nach dem Geschlecht des Bestatteten konnte noch nicht vollständig abgeschlossen werden, daher erfolgt die Bestimmung der Geschlechter lediglich anhand der Beigaben. Beigaben unterschiedlicher Geschlechter lassen sich wie folgt aufteilen:
- Frauen: Schmuck und Toilettengerät (Pinzette, Spiegel, Parfümfläschchen)
- Männer: Waffen, Werkzeuge und Trachten, bei diesen sind häufig die Gürtelschnallen besonders gut erhalten.
- Kinder: Spielzeug, Amulette, kleine Finger- oder Armringe.[19]

Obwohl es damals zum Totenkult gehörte, sind Münzen eher seltene Beigaben, in den Urnengräbern fehlen sie völlig. Bei den gefundenen Münzen handelt es sich ausschließlich um Asse. Perlen werden häufig als Kinderbeigabe gedeutet, lassen sich aber generell oft bei weiblichen Bestatteten finden.
Nach diesen Beigabenkriterien findet sich im gesamten Gräberfeld nur ein Männergrab. Die Urnenbestattungen sind auf Grund der Zerstörung des Gewebes keinem Geschlecht zuweisbar. Bei wenig Leichenbrand oder auffallend kleinen Urnen kann man von Kindergräbern ausgehen. Nach diesen Kriterien finden sich anhand der Beigaben 26 Frauen, 5 Kinder/Jugendliche, ein Mann. Die restlichen Personen konnten nicht bestimmt werden. Die geringe Zahl an Männergräbern ist verwunderlich und lässt vermuten, dass es sich bei einem Großteil der unbestimmten Leichen um männliche handelt. Zwar finden sich auf damaligen Friedhöfen und Gräberfeldern in den meisten Fällen auf Grund der hohen Kinder- und Müttersterblichkeit meist Kinder- und Frauengräber, der deutliche Unterschied ist dennoch überraschend.

## Islamische Siedlung und Gräber
Bei der Grabungskampagne 1998 wurde durch Felix Teichner der Nachweis einer islamischen Besiedlungsphase erbracht. Die in dem Zusammenhang gefundene Keramik aus mehreren Schichten des Stadthügels konnte dem 8./9. bis 12. Jahrhundert zugeordnet werden. Ob sie eine erneute kontinuierliche Wiederbesiedlung des Ortes belegen oder lediglich kurze Aufenthalte aus strategischen Gründen spiegeln, konnte allerdings nicht eindeutig geklärt werden.
Aus der Zeit fanden sich mehrere Gräber, die nach klar islamischem Bestattungsritus angelegt waren. Nach diesem wurde der Verstorbene auf der ausgestreckten rechten Körperseite liegend bestattet. Der Kopf ist leicht in den Nacken gelegt und blickt mit dem Gesicht nach Süden, die Arme sind ausgestreckt und liegen seitlich an. Diese Art der Bestattung tritt auf der gesamten Iberischen Halbinsel erst mit dem Auftreten des Islam auf und ist ein gutes Charakteristikum, da der Islam klare Vorschriften für die Bestattung kennt. Die gefundenen Gräber entsprechen diesen Vorgaben allerdings nicht komplett. So sind, wenn auch sehr geringe, Grabbeigaben zu finden. Datiert wurden die Gräber auf eine grobe Zeitspanne zwischen dem Ende des 7. und des 9. Jahrhunderts.
Auf welche Weise der islamische Glaube Einzug in Munigua gehalten hat, konnte ebenso wenig geklärt werden wie die Intention der Besiedlung. Möglich ist einerseits die Niederlassung arabischer oder berbischer Gruppen, die seit 711 ins Land kamen. Andererseits könnte es sich um bereits konvertierte Angehörige der einheimischen Bevölkerung handeln. Beides ist vorstellbar, da mit den Feldzügen der Jahre 711 bis 714 mehrmals größere arabische und berbische Gruppen ins Land kamen und die Islamisierung in den neu eroberten Gebieten meist gleich nach der erfolgreichen Eroberung eines Gebietes einsetzte. Grade bei der Totenbestattung setzte sich diese allerdings eher langsam durch, was als Indiz für die aufgefundene Mischform unter teilweiser Beibehaltung lokaler Traditionen sprechen kann.

## Öffentliche Bauten

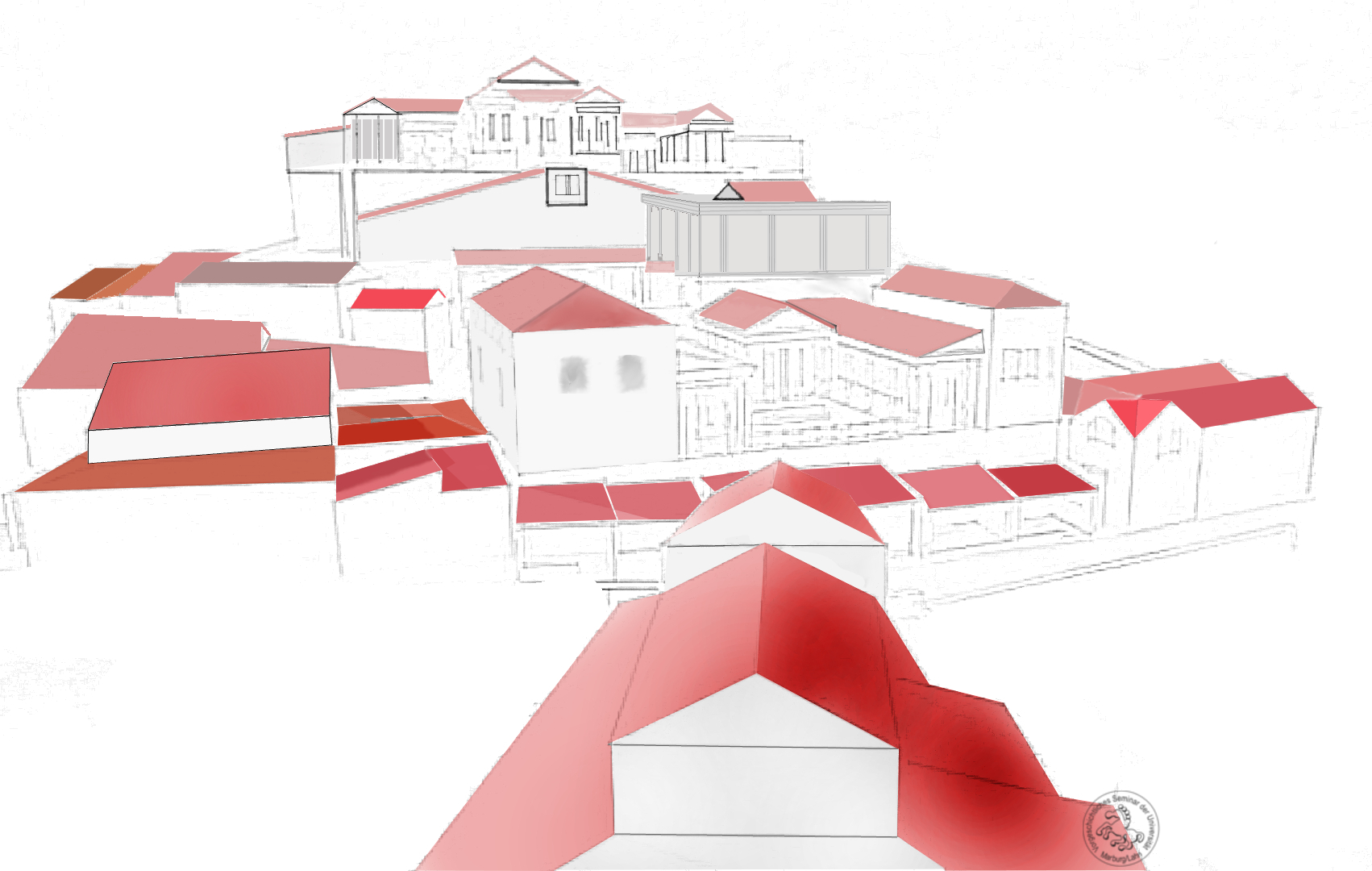
Rekonstruktion Muniguas von Osten aus gesehen. Zu sehen ist das Terrassenheiligtum hinter den öffentlichen Bauten und den Wohnhäusern im Vordergrund.

Ein charakteristisches Merkmal für die Politik der Römer war die Urbanisierung neu eroberter Gebiete. Sie ermöglichte eine einfachere Verwaltung, eine Anbindung an bestehende Infrastruktur und förderte die Anpassung an die römische Lebensweise. Das Leben in der Stadt hatte in der Gesellschaft einen hohen Stellenwert und war laut Cicero die einzig zivilisierte Form menschlichen Zusammenlebens. Wichtig hierbei war die Übernahme öffentlicher Gebäudetypen, die administrativen Funktionen dienten und die römische Vorherrschaft imposant in Szene setzten.
Munigua ist ein besonders gutes Beispiel für die Stadtanlagen der Provinz Hispanien. Die öffentlichen Bauten nehmen im Vergleich zu den privaten Wohnhäusern und der daraus zu schätzenden Bevölkerung einen großen Bereich ein. Dies hat die Vermutung nahegelegt, dass es sich bei Munigua um ein regionales Zentrum gehandelt hat, was durch die großen Gräberfelder und Nekropolen gestützt wird. Weitere Hinweise darauf ergeben sich aus dem Umland, wo eine größere Anzahl von Höfen, Hütten und Weilern entdeckt werden konnte, für die Munigua vermutlich den Bezugspunkt bildete. Da sonst keine Städte in der Gegend bekannt sind, reichte das von Munigua aus verwaltete Territorium eventuell bis weit in die nördlich aufsteigende Sierra Morena hinein.

### Terrassenheiligtum
Das im Westen gelegene Terrassenheiligtum wurde bei der ersten Grabung im Frühjahr 1957 freigelegt. Es hat in seiner Gesamtheit eine Breite von 35,2 Metern und eine Länge von 54,53 Metern. Die ganze Anlage ist symmetrisch aufgebaut und besteht aus drei übereinander liegenden Plattformen. An der westlichen Rückseite weist sie einen gestuften Aufbau auf, hier haben sich die Mauern besonders gut erhalten und erheben sich beinahe neun Meter hoch. Die Cella ist annähernd quadratisch und erstreckt sich seitlich des Hofes. Noch nicht genau geklärt werden konnte der Zweck eines in der Mitte des Hofes in den Boden eingetieften Ringes sowie zweier rechteckiger Becken. Eventuell dienten sie als Halterung für Kästen, in denen Blumen oder andere Pflanzen ausgestellt wurden.
Obwohl das Heiligtum unter Schutt lag, waren die teilweise 6 Meter hohen Mauern seit der Antike sichtbar und weisen nur geringe Beschädigungen auf. Es passt bautypologisch zu Terrassenheiligtümern, die in republikanischer Zeit im Latium verbreitet waren, was früheren Beobachtern vor Beginn der systematischen Untersuchungen entgangen ist. Es bildet damit einen klaren Bezug zum italischen Mutterland, wirkt identitätsbildend und greift auf Motive alter mittelitalischer Gebäudekomplexe zurück. Durch Auswertung von Münzfunden und Keramik konnte das Heiligtum nach einigen Diskussionen in frühflavische Zeit um 70 n. Chr. datiert werden. Etwa zu dieser Zeit wurde die Siedlung in den Rang eines Municipium erhoben.
Es lassen sich Bezüge zu den Terrassenheiligtümern in Praeneste und Tibur erkennen. Als Gottheiten wurden vermutlich Fortuna und Herkules verehrt, auch wenn es hierfür keine klaren Beweise gibt.
Unter dem Tempel befinden sich Reste älterer Wohnbauten, die teils von Beginn des 1. Jahrhunderts bis kurz vor der Errichtung des Heiligtums bewohnt wurden. Sie stürzten nicht durch eine Naturkatastrophe ein, sondern wurden planmäßig für den Bau des Heiligtums eingeebnet. Spätestens im 7. Jahrhundert wurde es seiner kultischen Funktion entledigt und profaniert.

### Podiumstempel
Der Podiumstempel befindet sich zwischen dem Forum und dem Terrassenheiligtum und wurde teils über älteren Mauerresten errichtet. Mit dem Bau des Tempels wurde vermutlich kurz nach der Errichtung des Terrassenheiligtums begonnen, den Keramikfunden zufolge im 2. Jahrhundert. Vor dem Tempel fanden sich Überreste von vier Säulen. Löcher am Mauerwerk, sogenannte Klammerlöcher, lassen auf eine Wandverkleidung mit Marmorplatten schließen.

### Forum
Das Forum befindet sich im unteren Bereich des Stadthügels. Aufgrund des abschüssigen Geländes musste nach Osten hin eine große Stützmauer errichtet und die vorgesehene Fläche terrassenförmig mit Erde aufgeschüttet werden. Der Grundriss ist nicht mehr klar feststellbar, da der Abbruch von Stützmauern, gerade auf der Ostseite, die Mauern aus der ursprünglichen Richtung in die umgebende Erde gedrückt hat und die heute messbaren Abstände daher nicht den antiken entsprechen. Es lässt sich jedoch ein klares Zentrum erkennen, auf dem eine Portikus einen kleinen Platz umschließt. Die Mauer hatte ursprünglich eine Höhe von fast 5 Meter und eine Dicke von etwa 1,20 Meter. Es lassen sich zwei Bauphasen feststellen. Die älteste umfasst den Portikusbereich, wohingegen die jüngere auf der Südseite angebaut ist. Die ältere besteht aus Bruchsteinen, die teilweise gut vermörtelt, an anderen Stellen lediglich trocken gesetzt wurden. Die beiden Mauern wurden durch einen starken gelben Eckziegelpfeiler verbunden.
Unterhalb des Forums konnte eine aus älterer Zeit stammende Thermalanlage nachgewiesen werden. Es wurden mehrere Münzen sowie Keramik gefunden, wobei die jüngsten Funde eine Datierung in flavische Zeit nahelegen. Das Forum war vermutlich reich mit Statuen und Weihungen ausgestattet, wovon große Mengen erhaltener Sockelfragmente zeugen. Im nördlichen Bereich befindet sich ein angrenzender Raum mit auffällig schwerem Quaderunterbau, der als Aufstellungsort für ein Pferdedenkmal des Gottes Dis Pater gedeutet wurde. Laut zwei gleichlautenden Inschriften wurden templum, forum, porticus, exedra, tabularium von L.(?) Valerius Firmus, dem zweimaligen Duumvirn Muniguas, gestiftet. Das Forum ist vermutlich ebenso wie ein angrenzendes Wohnhaus im späten 3. Jahrhundert durch ein Erdbeben zerstört worden. Dass dies sehr plötzlich geschah, lässt sich durch einen unter den eingestürzten Trümmern gefundenen Körper belegen.

### Doppelgeschossige Halle
Die doppelgeschossige Halle wurde in mehreren Kampagnen zwischen den Jahren 1960 und 1966 ausgegraben. Sie steht direkt am Hang und öffnet sich in Richtung eines kleinen unbebauten Platzes, an den auch die westliche Seite des Forums anschließt. Dieser Platz bestand vermutlich schon vor der Halle und dem Forum, was allerdings ebenso wenig wie die Frage, ob es sich bei der Halle um die Erweiterung einer zunächst einstöckigen handelt, zu 100 % geklärt werden konnte. Die Datierung schwankt zwischen frühkaiserzeitlicher und hadrianischer Zeit. Nachfolgende Untersuchungen konnten anhand von Keramik den Einsturz der Halle am Ende des 3. Jahrhunderts belegen. Die Halle wurde anschließend weiter genutzt, indem mehrere kleinere Räumlichkeiten eingebaut wurden. Der Grundriss hat eine Länge von 14,20 m bei einer Breite von 3,22 m auf der Süd- und 3,45 m auf der Nordseite. Die Rückwand sowie die nördliche Seitenwand und einige Pfeiler sind direkt auf den Felsen gegründet. Die Reste des Fußbodens liegen ebenfalls direkt über dem abgearbeiteten Felsgrund. Dieser setzt sich zusammen aus einem Gemisch von dunklem Steinsplitt und Kalkmörtel. Im südlichen Bereich fanden sich drei Pfeiler, die im gewachsenen Felsboden viereckige Vertiefungen aufwiesen und als Einbettung von Porträtstatuen verschiedener Kaiser gedient haben.

### Ädikula
Die Ädikula war vermutlich dem Gott Merkur geweiht. Die Datierung unterlag im Laufe der verschiedenen Grabungen mehreren Änderungen und konnte bis heute nicht vollständig geklärt werden. So wurde sie zunächst in die erste Hälfte des 2. Jahrhunderts, später in das mittlere bis späte 1. Jahrhundert oder sogar noch früher datiert. Die architektonischen Elemente bestehen aus Sandstein und Sandsteinkonglomerat, ebenso wie die auf der Westseite des Forums gefundenen Säulenbasen. Eine der Säulen der Ädikula ähnelt dabei stark den auf dem Forum gefundenen, was eine gemeinsame Errichtung nahelegt.

### Thermen
Die im Nordosten von Munigua vorhandenen Thermen sind verhältnismäßig klein. Insgesamt hat die Anlage eine Höhe von etwa vier Metern. Der Erhaltungszustand variiert stark, mal ist der Bau in ausgesprochen gutem Zustand, mal fast vollständig abgetragen. Die Thermen wurden aus rotem Ziegelmaterial errichtet, das mit Hilfe von Mörtel durch Pfeiler an den Ecken verstärkt wurde. Es wurden mehrere Reste von Wandmalereien und einige Skulpturen gefunden. Eine 1960 entdeckte größere Gewandstatue konnte nicht klar den Thermen zugeordnet werden und stammt eventuell vom Forum. Als luxuriöse Ausstattung finden sich neben einem marmornen Erotensarkophag drei Sockel von ausgesprochen hoher Qualität. Auf ihnen befinden sich mit Perlstäben und Ranken verzierte Inschriftenfelder. Unterhalb der Thermen fanden sich Reste von Betrieben, die vermutlich der Eisengewinnung dienten und bis in die Mitte des 1. Jahrhunderts genutzt wurden. Im Laufe des 2. und 3. Jahrhunderts erfuhren sie mehrere Umbauten und dienten ab dem 4. Jahrhundert vermutlich als Wohnraum. Um 100 n. Chr. wurde ein zu den Thermen gehöriger Raum errichtet, der als Nymphäum gedeutet wird. Etwa für die Mitte des 2. Jahrhunderts lassen sich hier Umbaumaßnahmen erkennen, weswegen der Raum anschließend eine andere Funktion erfüllt haben könnte.

## Die Häuser

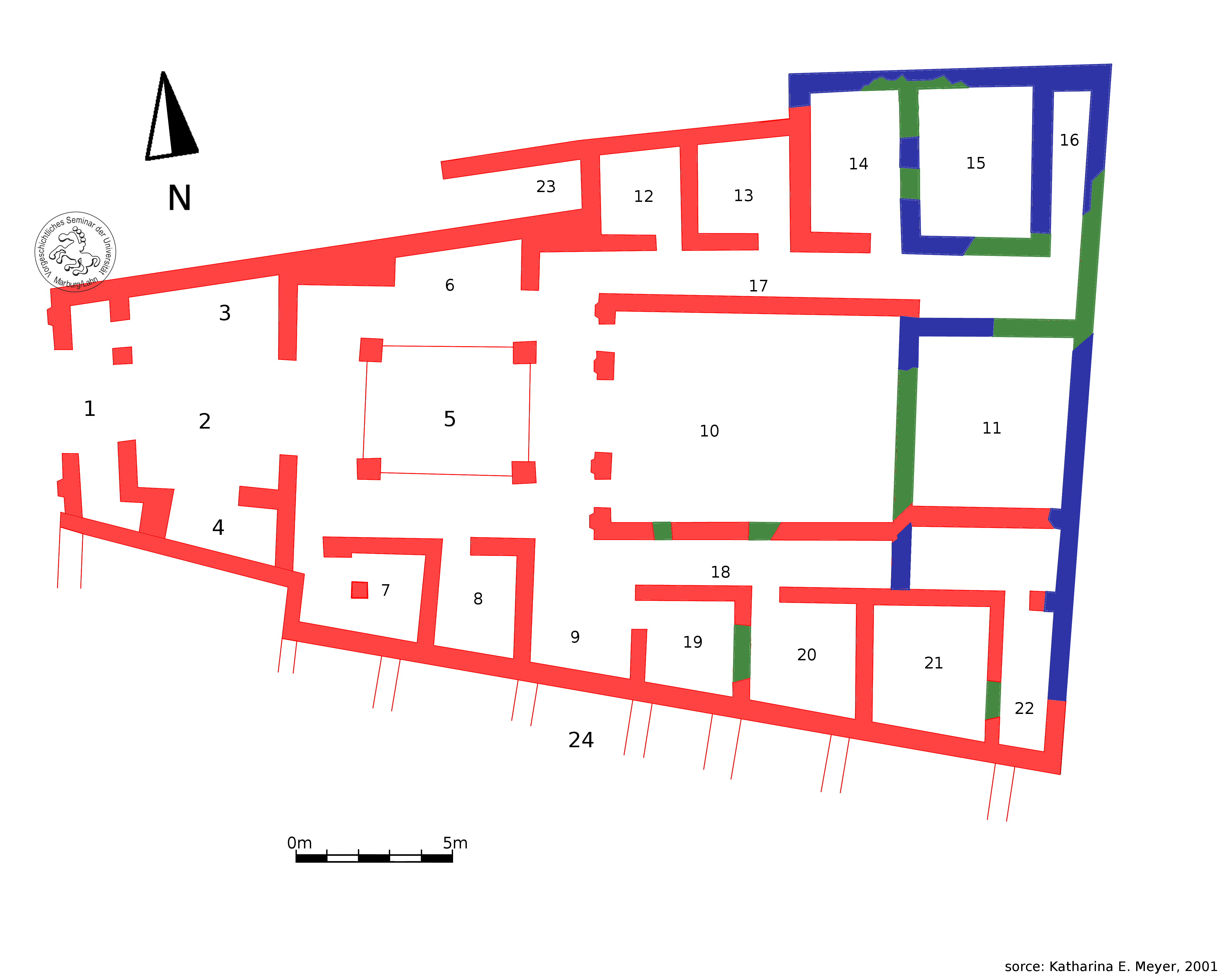
Haus 1 im römischen Munizipium Munigua nach Plänen von Katharina E. Meyer
Rot: erhaltenes Mauerwerk
Blau: nur im Fundament erhaltene Mauer
Grün: vermuteter Mauerverlauf

### Haus 1
Das Fundament des schon 1967 entdeckten Gebäudes besteht aus Opus caementicium, auf dem eine Wand aus Ziegel errichtet wurde, wobei an den verschiedenen Bautechniken in der Art des Opus testaceum und ab dem 1. nachchristlichen Jahrhundert mit Opus mixtum eine chronologische Abfolge der verschiedenen Bauphasen ablesbar ist.
Schon in der ersten Bauphase, die von Katharina Meyer ins erste nachchristliche Jahrhundert datiert wird, lassen sich eine Ölpresse und mehrere Verhüttungsöfen nachweisen, auch wenn diese vermutlich zeitlich versetzt bestanden haben. Die zweite, ins Ende des 1. bis ins 2. Jahrhundert datierte Bauphase fällt in die Hauptbebauungsphase Muniguas und zeigt deutlich, dass das Gebäude als privates Wohnhaus mit 22 Räumen zu interpretieren ist. Die Räume sind um den mittig liegenden, länglichen Komplex aus Vestibül, Peristyl und Triclinium gruppiert, dabei ist der Eingangstrakt jedoch leicht in der Längsachse verschoben. Der vorderste Raum dieses zur (möglicherweise Haupt-) Straße ausgerichteten Bereiches war ebenerdig und konnte nicht verschlossen werden, diente also vermutlich als offene Vorhalle des Hauses.

### Haus 2

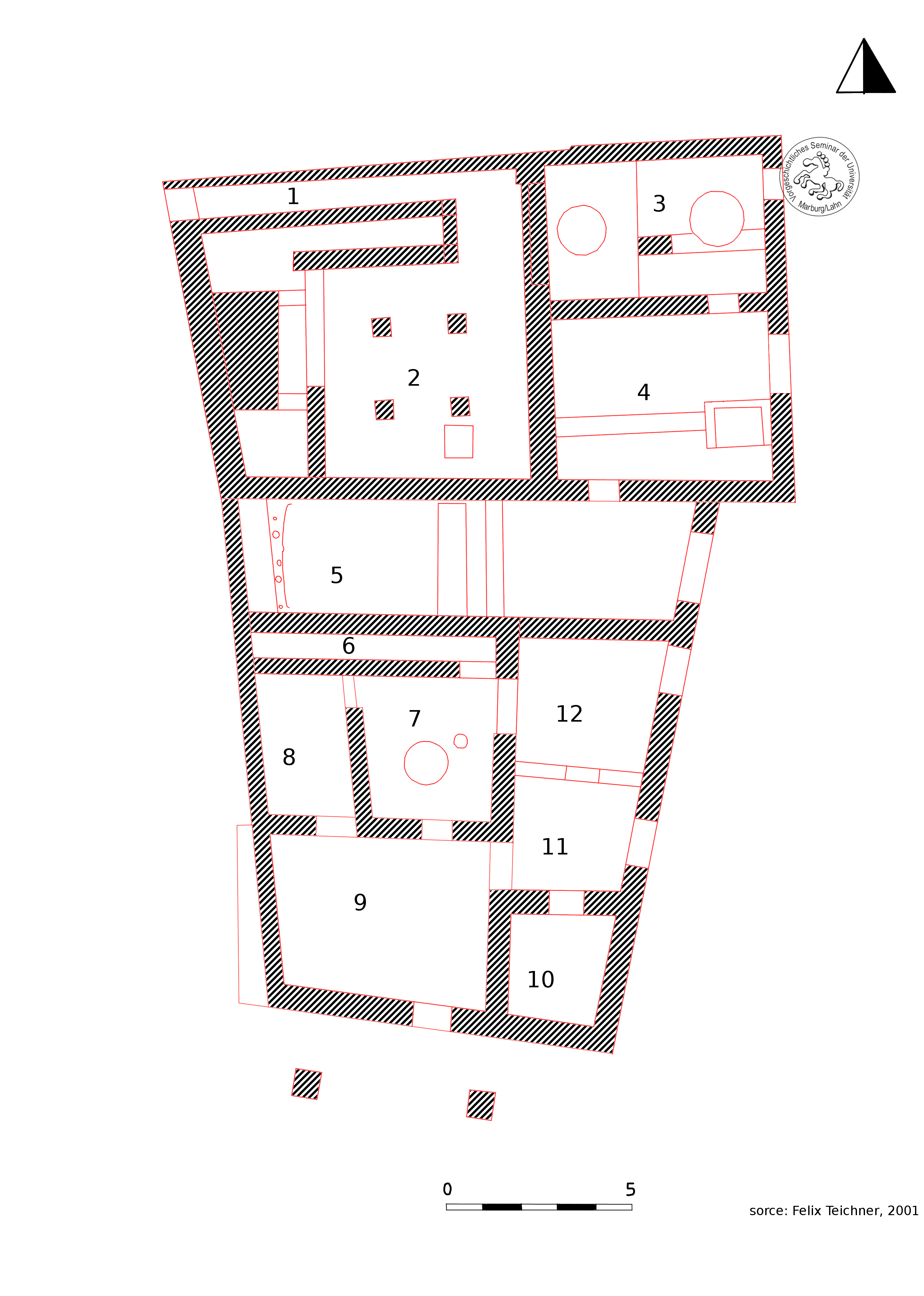
Schematische Darstellung der zweiten Bauphase (B2) von Haus 2 im römischen Munizipium Munigua nach Plänen von Felix Teichner

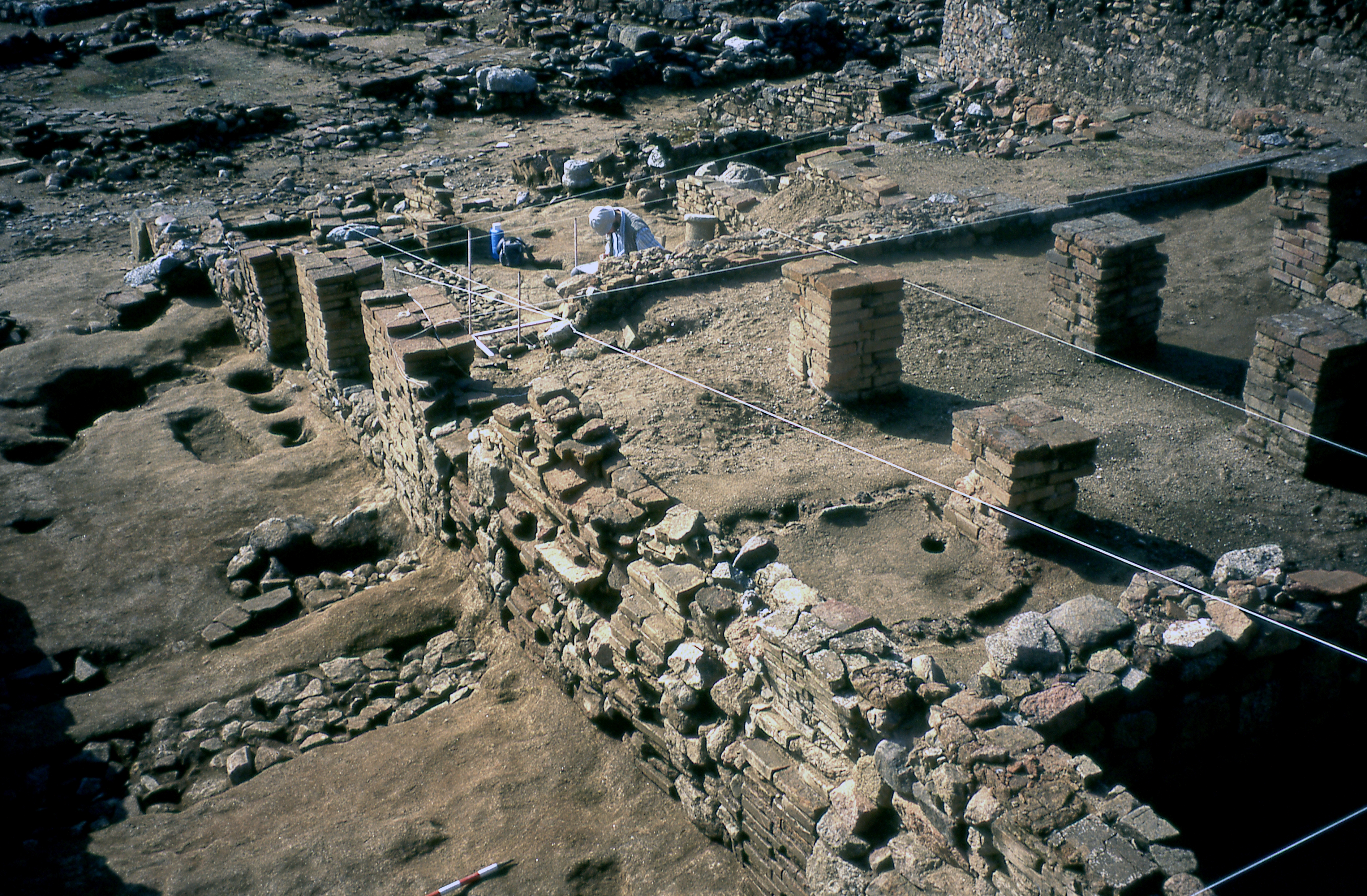
Grabungsfoto Haus 2

Das im Norden der Siedlung liegende Haus grenzt direkt an das Forum an und ist von diesem durch eine schmale Rampe (1) erreichbar. Direkt an diese anschließend befindet sich ein Raum (2), der auf Grund seiner Säulen als Kellerraum eines darüber liegenden Obergeschosses angesprochen wird. Der nordwestliche Raum (3) wird als Werkstatt mit Ölpresse interpretiert, das direkt südlich liegende Zimmer als Ladengeschäft (4) mit Zugang zur Straße. Der zentrale Raum des Geschosses diente laut Felix Teichner als Geschäfts- und Lagerraum. Von diesem Bereich des Hauses anscheinend abgegrenzt liegenden Räume dienten vermutlich als Wohn- (7, 8, 10) und Geschäftsräume, die mögliche Treppenrampe (6) führte in das Obergeschoss.
Schon vor dem Haus wurde die Stelle in mindestens zwei älteren Siedlungsphasen genutzt, zuerst möglicherweise für eine Presse, danach für die Eisenherstellung mit mehreren nachgewiesenen Rennöfen. Die erste Bauphase des Hauses wird frühestens in die Mitte des 1. Jahrhunderts gesetzt, die zweite Hauptbauphase rund 100–150 Jahre später. Diese Bauphase stürzte vermutlich in der zweiten Hälfte des 3. Jahrhunderts durch ein Erdbeben ein und wurden Anfang des 4. Jahrhunderts in einer dritten Bauphase zumindest teilweise wieder hergestellt. Eine letzte Phase des Gebäudes vom 5. bis ins 7. Jahrhundert beendet die Geschichte des Baus, auch wenn eine kontinuierliche Besiedlung der näheren Umgebung bis in die Zeit der Reconquista belegbar ist.

### Haus 6

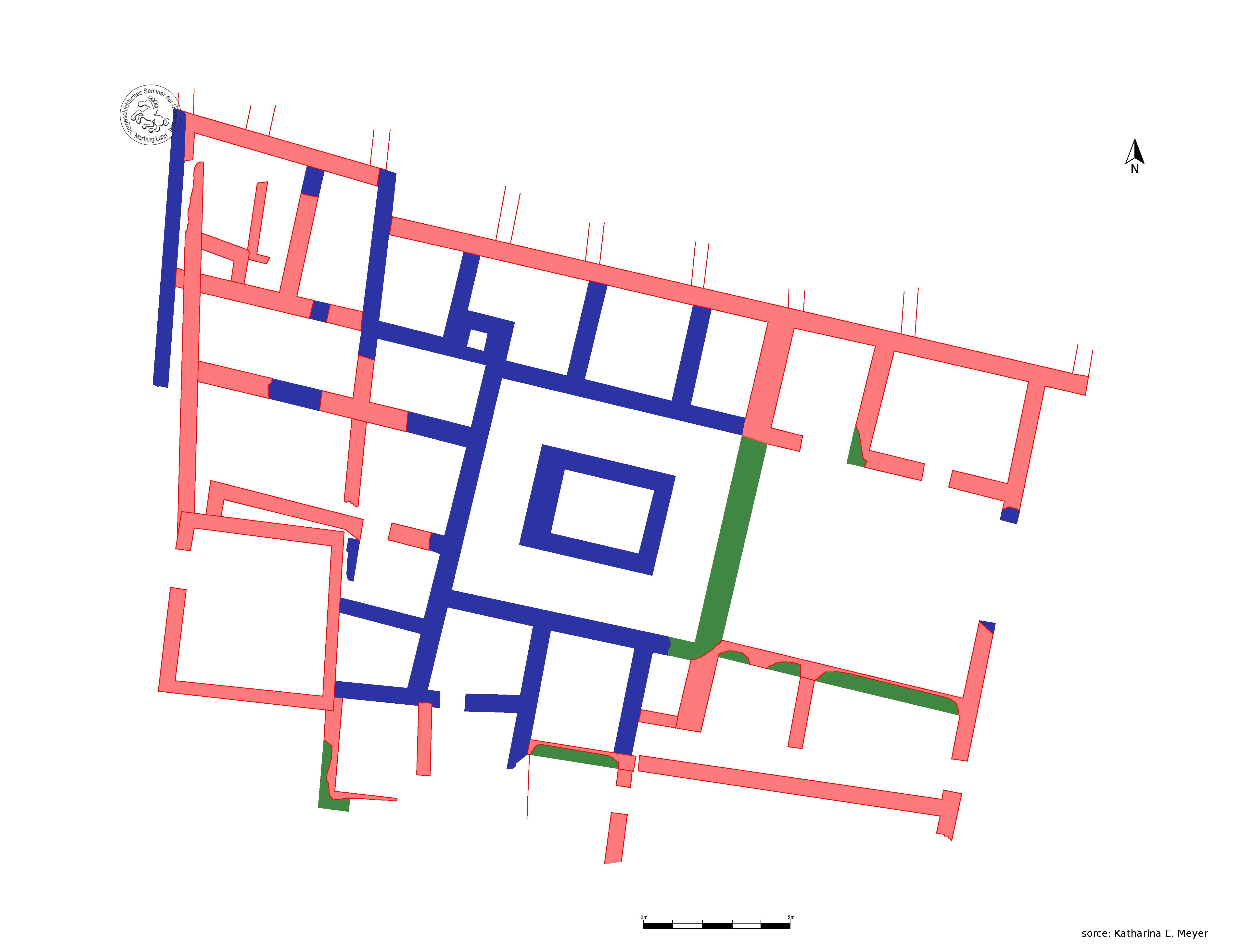
Haus 6 im römischen Munizipium Munigua nach Plänen von Katharina E. Meyer
Rot: erhaltenes Mauerwerk
Blau: nur im Fundament erhaltene Mauer
Grün: vermuteter Mauerverlauf

Bautechnisch ist das Nebengebäude von Haus 1 diesem sehr ähnlich und zumindest in der ersten Phase nur schwer von diesem zu trennen. Spätestens ab Phase 2 ist jedoch deutlich, dass es sich um ein von Haus 1 getrenntes Wohnhaus handelt, das wie dieses über 22, zudem ähnlich gruppierte Räume verfügte.
Haus 6 wurde vermutlich kurz nach Haus 1 errichtet, was an der Konstruktion der Trennwand zu erkennen ist.

## Hypothetische Rekonstruktion von Munigua
(Quelle: )